# Marie de Hesse-Darmstadt
Titre
Impératrice consort de Russie
2 mars 1855 – 3 juin 1880
(25 ans, 3 mois et 1 jour)
Marie de Hesse-Darmstadt (en allemand : Marie von Hessen-Darmstadt), princesse de Hesse puis, par mariage, impératrice consort de Russie, est née le 8 août 1824 à Darmstadt, dans le grand-duché de Hesse, et morte le 3 juin 1880 à Saint-Pétersbourg, dans l'Empire russe. Princesse allemande membre de la maison de Hesse, elle est la première épouse du tsar Alexandre II, avec qui elle règne de 1855 jusqu'à sa mort, en 1880.
Fille cadette du grand-duc Louis II de Hesse et de la princesse Wilhelmine de Bade, elle est élevée dans une relative austérité et reçoit une éducation privilégiant la simplicité, la piété et la vie domestique. Orpheline de mère à douze ans, elle attire, à quatorze ans, l'attention du tsarévitch Alexandre Nikolaïevitch, alors en visite à la cour de son père dans le cadre de son éducation. Le couple se marie en 1841 ; à cette occasion, Marie se convertie à l'orthodoxie et prend le nom de Maria Alexandrovna (en russe : Мария Александровна). Bien qu'elle n'apprécie initialement pas la vie de cour en raison de sa nature timide, Maria s'identifie rapidement à son pays d'adoption.
À la mort de son beau-père en 1855, Maria et Alexandre II montent sur le trône de Russie. Très vite, Maria s'engage dans des œuvres caritatives, surtout dans le domaine des soins infirmiers et de l'éducation, et devient un soutien moral indéfectible de son mari dans son projet de loi en faveur de l'abolition du servage. Elle s'intéresse également aux arts ; le théâtre et le palais Mariinsky, construits sous son patronnage, portent son nom. Mère de huit enfants nés entre 1842 et 1860, elle souffre d'une santé fragile, qui se dégrade fortement après la mort de son fils aîné, le tsarévitch Nicolas Alexandrovitch, décédé peu de temps avant son mariage. Atteinte de tuberculose à partir de 1863, elle passe de longs séjours dans sa Hesse natale et en Europe du sud afin d'échapper aux rudes hivers russes, et meurt après une longue maladie, en 1880. Son mari épouse morganiquement, en deuxièmes noces, l'aristocrate Ekaterina Dolgoroukova.

## Biographie

### Princesse de Hesse

#### Enfance
La princesse Maximiliane Wilhelmine Auguste Sophie Marie de Hesse voit le jour le 8 août 1824 à Darmstadt, dans le Grand-duché de Hesse, au sein de la Confédération germanique. Elle est la plus jeune des sept enfants du prince héritier Louis de Hesse et de son épouse, la princesse Wilhelmine de Bade. Bien que ses parents fussent cousins germains, ils formaient un couple mal assorti, Louis était terne, timide et réservé, tandis que Wilhelmine, de onze ans sa cadette, était jolie et charmante,. Après la naissance de deux fils, le couple s'est éloigné pendant les années tumultueuses des guerres napoléoniennes, alors que Louis était sur les champs de bataille.

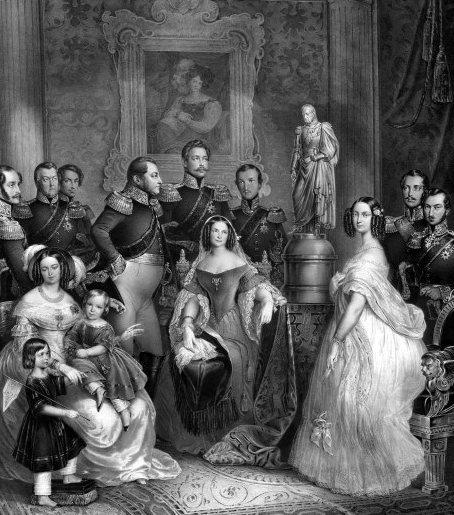
Marie de Hesse (à droite de la statue) avec sa famille, en 1841.

Onze ans après la naissance des princes Louis et Charles, la princesse Wilhelmine donna naissance à quatre autres enfants, mais des rumeurs attribuèrent leur paternité au baron Auguste de Senarclens de Grancy, son amant. De ces quatre enfants, seuls Marie et son frère Alexandre, d'un an son aîné, ont survécu à l'âge adulte. Bien que le prince Louis ait officiellement reconnu les enfants comme les siens, lui et sa femme se séparèrent en 1827.
En 1828, la princesse Wilhelmine s'installa avec ses deux plus jeunes enfants à Heiligenberg, un domaine un flanc de montagne niché sur une colline surplombant le village de Jugenheim , qu'elle acheta la même année. Marie et son frère Alexandre y passèrent la majeure partie de leur enfance. Le château était auparavant un couvent et se trouvait à une vingtaine de kilomètres de Darmstadt. En 1829, cependant, Louis et Wilhelmine célébrèrent leurs noces d'argent dans une apparente harmonie,. En 1830, le grand-duc Louis Ier de Hesse mourut et le père de Marie devint le nouveau grand-duc régnant. Le couple ducal se réconcilia progressivement et utilisa Heiligenberg pendant les mois d'été.
Marie grandit sous la protection de sa mère, qui s'occupa personnellement de son éducation. Cela se reflétait dans ses cours, qui mettaient l'accent sur les finances, l'histoire, la littérature et la culture française. Après le décès de la princesse Wilhelmine, emportée par la tuberculose, la dame d'honneur et possible tante paternelle de Marie, Marianne von Senarclens de Grancy, prit en charge son éducation.
Après la mort de leur mère, Marie et Alexandre s'installèrent définitivement à la cour de leur père, à Darmstadt. Les frères et sœurs resteront très proches tout au long de leur vie. Marie se rapprocha également de ses deux autres frères aînés, Louis, futur grand-duc de Hesse, et le prince Charles de Hesse. Cependant, la légitimité de la naissance continua de peser sur Marie et Alexandre, car Louis II se montra froid et distant envers les eux.

#### Fiançailles

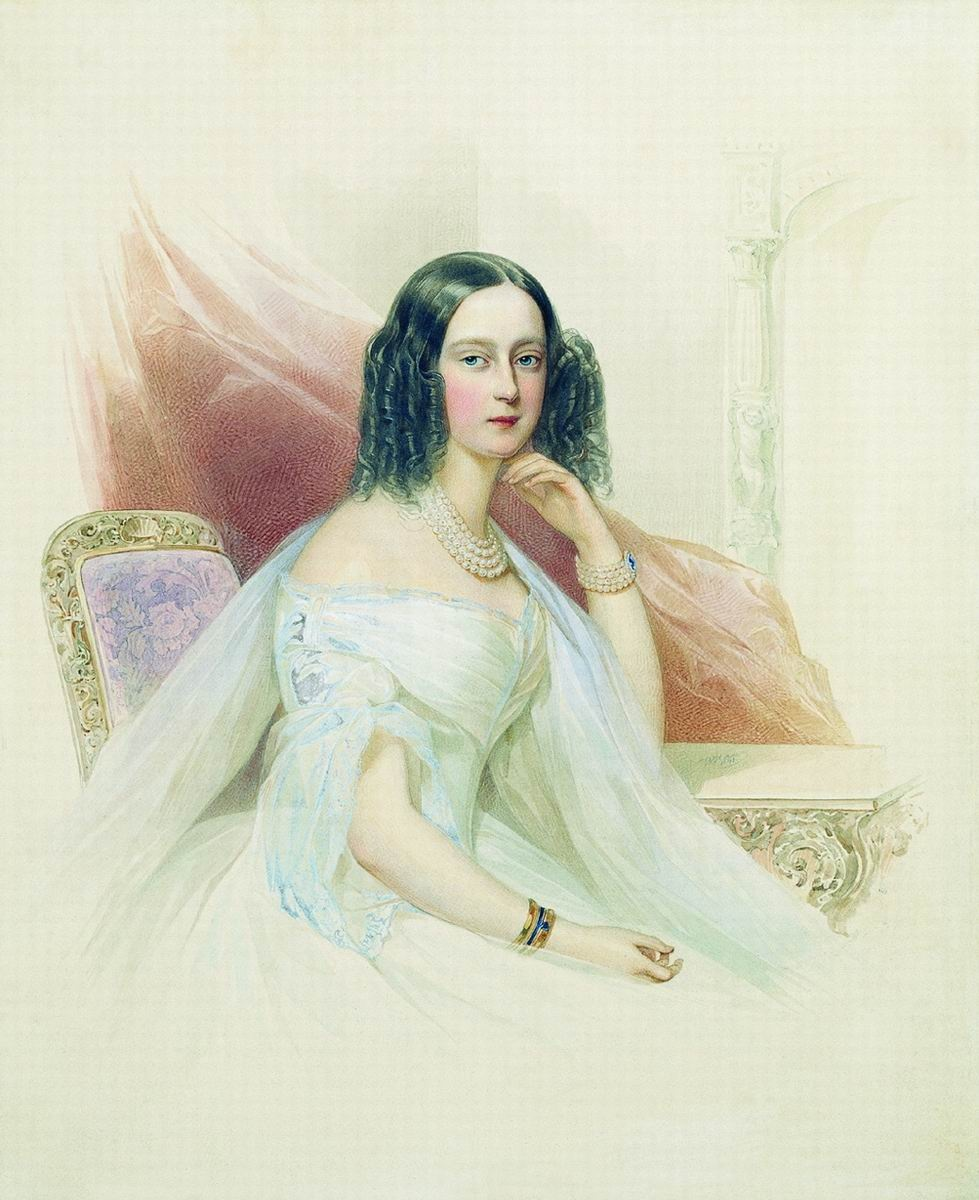
Maria en 1941.

En 1839, le tsarévitch Alexandre Nikolaïevitch, fils aîné du tsar Nicolas Ier, se se rendit en Europe de l'ouest afin d'y compléter ses études et y chercher une épouse. Ses parents lui avaient choisi comme épouse la princesse Alexandrine de Bade, mais il resta impassible. Le 13 mars, après avoir visité les cours de Prusse, de Wurtemberg et de Bade, l'entourage d'Alexandre fit une halte imprévue à la cour de Hesse. Bien que la seule fille survivante du grand-duc ne figurât pas sur la liste des épouses possibles, ils s'arrêtèrent une journée à Darmstadt car la ville se trouvait sur leur chemin et ils avaient besoin de repos. 
Invité par le grand-duc à une représentation de La Vestale de Gaspare Spontini, Alexandre fut présenté à Marie, alors âgée de 14 ans. Dans ses mémoires, la grande-duchesse Olga Nikolaïevna, sœur cadette d'Alexandre, décrivit leur rencontre : « Elle [Marie] était en train de manger des cerises et, au moment où Sacha [Alexandre] s'adressa à elle, elle dut d'abord recracher le noyau dans sa main pour pouvoir lui répondre. Elle ne s'attendait vraiment pas à être remarquée [...]. Dès le premier mot qu'elle lui adressa, il fut intrigué : elle n'était pas une poupée sans âme comme les autres, elle ne faisait pas de manières et ne cherchait pas à plaire. Au lieu des deux heures prévues, il resta deux jours dans la maison de son père ». Le précepteur d'Alexandre, Vassili Joukovski, qui voyageait avec lui, décrivit la princesse comme « modeste, charmante et même intelligente ». 
Alexandre fut charmé et resta dîner chez l'ennuyeux Louis II afin de revoir Marie. Avant qu'il ne quitteDarmstadt, elle lui offrit un médaillon contenant une mèche de ses cheveux. Cette nuit-là, Alexandre écrivit à son père : « Elle m'a beaucoup plu au premier regard. Si vous le permettez, père, je reviendrai à Darmstadt après l'Angleterre. ». Comme son fils l'avait soigneusement planifié, Nicolas Ier reçut la lettre neuf jours plus tard, le jour de l'Annonciation, et vit cela comme un bon présage. Il donna son accord malgré les rumeurs entourant la filiation de Marie : si Louis II la reconnaissait comme sa fille, cela serait suffisant. Début juin, Alexandre retourna à Darmstadt pour demander Marie en mariage, ce qu'elle accepta. Comme elle n'avait pas encore nubile, une longue période de fiançailles était nécessaire avant le mariage. Vers les dernières semaines de 1839, Alexandre retourna à Darmstadt pour lui rendre visite à nouveau. Un prêtre orthodoxe russe se rendit à Darmstadt pour lui donner un enseignement sur la religion orthodoxe. 
Les fiançailles entre la princesse de Hesse et le tsarévitch russe furent officiellement annoncées en avril 1840. Deux générations plus tôt, une autre princesse de Hesse-Darmstadt avait épousé un tsarévitch : la grand-tante paternelle de Marie, Natalia Alexeievna, était la première épouse du tsar Paul Ier. De plus, la tante maternelle de Marie, Louise de Bade (impératrice Élisabeth Alexeïevna), avait épousé le tsar Alexandre Ier, bien qu'elle soit décédée alors que Marie n'avait que deux ans. Cependant, l'impératrice Alexandra Feodorovna s'opposa au choix d'épouse de son fils. La tsarine était non seulement perturbée par les rumeurs entourant la paternité de Marie, mais craignait également que Marie ait hérité de la tuberculose de sa mère. Dans une lettre à sa mère, Alexandre écrivait : « Je l'aime et je préférerais renoncer au trône plutôt que de ne pas l'épouser. Je n'épouserai qu'elle, c'est ma décision ! ». Sur l'insistance de son mari, l'impératrice Alexandra se rendit à Francfort, où elle rencontra Marie en juin.

#### Mariage
Le futur empereur Alexandre II de Russie la voyant pour la première fois tombe amoureux de la jeune princesse et l'épouse en 1841. La passion du tsar s'émousse avec le temps et le souverain noue en 1868 une relation adultère avec la princesse Catherine Dolgorouki qui lui donne plusieurs enfants non dynastes, et qu'il crée princesse Yourevska et épouse morganatiquement deux mois seulement après la mort de l'impératrice en 1880 ce qui scandalise son peuple et les cours européennes.
Par ailleurs, Alexandre de Hesse, frère de l'impératrice, pendant un séjour à Saint-Pétersbourg, tombe amoureux de sa dame de compagnie Julia Hauke. Il l'épouse en 1851 en renonçant à ses droits d'héritier du grand-duché de Hesse. Le couple est à l'origine de la maison de Battenberg.
L'impératrice donne à l'empereur huit enfants dont six fils. L'aîné Nicolas, réputé pour son intelligence, meurt à 22 ans alors qu'il séjournait à Nice pour y soigner sa tuberculose. L'impératrice, qui l'accompagnait, habite la Villa Bermond, que le tsar achète pour y construire une chapelle en souvenir de son fils aîné. C'est à cet endroit que sera édifiée la cathédrale russe de Nice, inaugurée en 1912.
L'impératrice, de santé fragile, fait de longs séjours en Allemagne et dans le midi de la France en hiver. Elle était de caractère réservé et d'allure sévère.

## Descendance

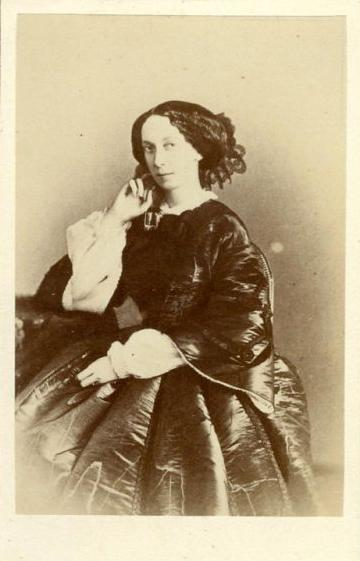
L'impératrice Marie Alexandrovna.

Elle épousa le 28 avril 1841 le tsarévitch Alexandre Nicolaïevitch de Russie (futur tsar Alexandre II), avec qui elle eut huit enfants :
- Alexandra Alexandrovna (30 août 1842 - 10 juillet 1849) morte d'une méningite à 6 ans ;
- Nicolas Alexandrovitch (1843 – 1865) fiancé à Dagmar de Danemark ;
- Alexandre III de Russie (1845 – 1894) qui succéda à son père, épousa en 1866 Dagmar de Danemark (1847-1928), ils furent les parents du tsar Nicolas II ;
- Vladimir Alexandrovitch (1847 – 1909) épousa en 1874 Marie de Mecklembourg-Schwerin (1854-1920) ;
- Alexis Alexandrovitch (1850 – 1908) ;
- Marie Alexandrovna (1853 – 1920) épousa en 1874 Alfred d'Angleterre (1844-1900), duc de Saxe-Cobourg-Gotha en 1892 ;
- Serge Alexandrovitch (1857 – assassiné en 1905) épousa en 1881 Élisabeth de Hesse-Darmstadt (1864 - assassinée en 1918) ;
- Paul Alexandrovitch (1860 – assassiné en 1919) épousa en 1889 Alexandra de Grèce (1870-1891) puis morganatiquement en 1902 Olga Karnovitch, titrée princesse Paley.

## Titulature
- Son Altesse Grand-Ducale la princesse Marie de Hesse et du Rhin (1824–1841)
- Son Altesse Impériale la tsésarevna Marie Alexandrovna de Russie (1841–1855)
- Sa Majesté l'impératrice Marie Alexandrovna de Russie (1855–1880)

## Liens externes

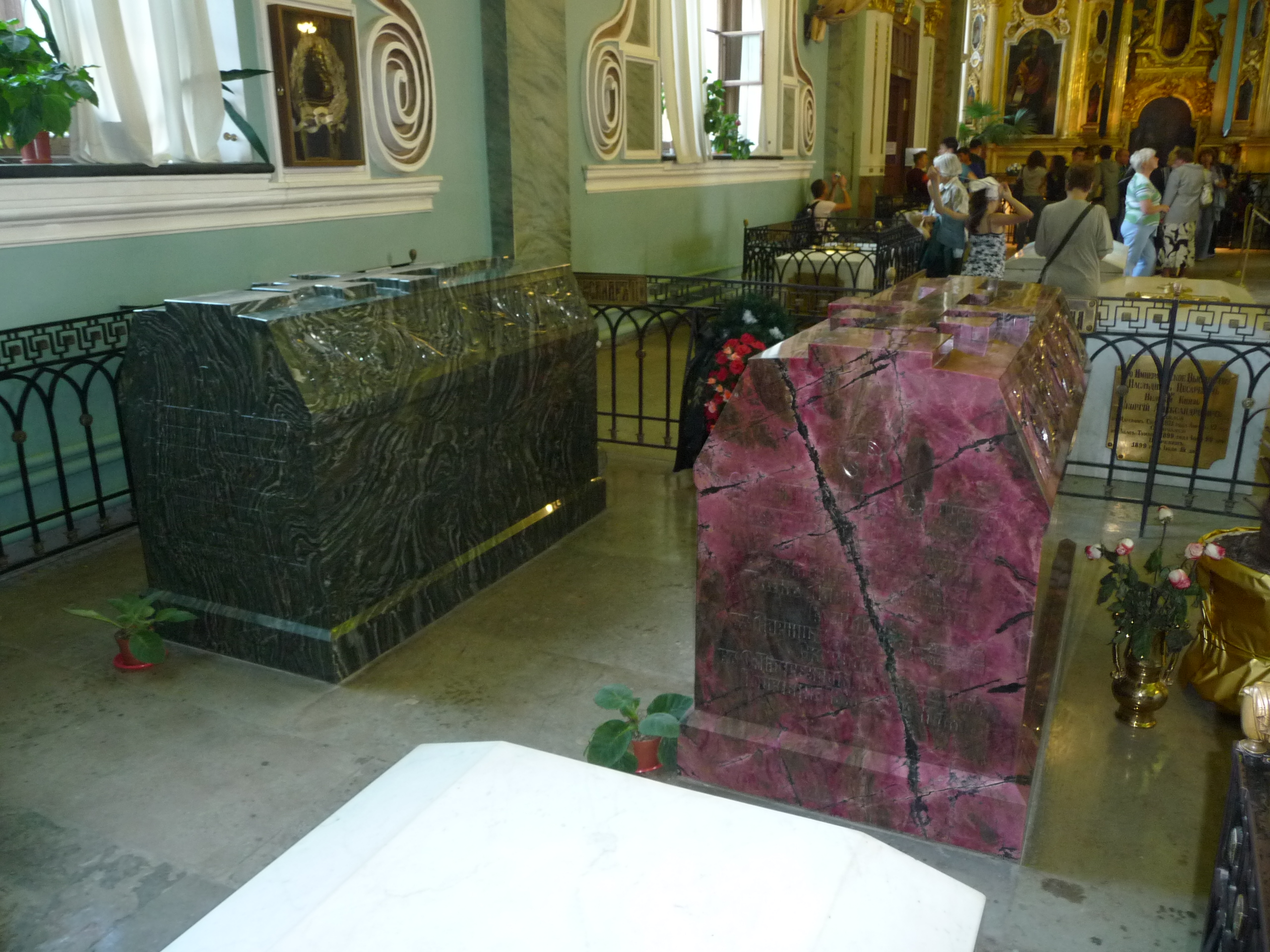
À gauche se trouve le tombeau d'Alexandre II de Russie en jaspe vert de l'Altaï et à droite le tombeau de l'impératrice Marie de Hesse (Maria Alexandrovna), en rhodonite rose de l'Oural. Les cercueils sont placés sous les tombeaux et non à l'intérieur.